# بمب نیابتی
بمب نیابتی (انگلیسی: Proxy bomb) (همچنین به عنوان یک بمب انسانی شناخته می‌شود)  تاکتیکی بود که عمدتاً توسط ارتش جمهوری‌خواه ایرلند (IRA) در ایرلند شمالی در طی جنگ مورد استفاده قرار می‌گرفت. این شیوه مردم (از جمله اعضای در مرخصی نیروهای امنیتی بریتانیا یا افرادی که برای نیروهای امنیتی کار می‌کردند) را مجبور به انتقال خودروی انفجاری به اهداف نظامی بریتانیا می‌کردند و این افراد به دلیل تهدیدی که خانواده‌های آن‌ها از طرف ارتش جمهوریخواه ایرلند می‌شدند مجبور به انجام آن بودند. (یعنی به عنوان سپر انسانی یا گروگان‌ها) این تاکتیک توسط فارک در کلمبیا و توسط شورشیان در جنگ داخلی سوریه مورد استفاده قرار می‌گرفت.

## بمب‌های نیابتی اولیه
اولین بمب‌های نیابتی در درگیری‌ها در ایرلند شمالی مورد استفاده قرار گرفت. تا سال ۱۹۷۳ به دلیل افزایش اقدامات امنیتی و کنترلی نیروهای امنیتی بریتانیا، اعضای IRA دیگر نمی‌توانستند خودشان اقدام به بمبگذاری بکنند. در پاسخ به این مشکل، IRA در ماه مارس همان سال تاکتیک بمب نیابتی را استفاده کرد.
در بمب‌گذاری‌های اولیه نیابتی، راننده و افراد غیرنظامی که دست به این کار می‌زدند معمولاً زمان کافی برای فرار از منطقه قبل از انفجار بمب را داشتند. یکی از حملات بمب‌گذاری نیابتی که توسط IRA در این دوران انجام شد، در سال ۱۹۷۵ بود، زمانی که یک کارمند آزمایشگاه قانونی ایرلند شمالی در نیوتاون برندا مجبور به رانندگی یک خودروی مملو از مواد انفجاری به داخل ساختمان شد. انفجار موجب آسیب به ساختمان آزمایشگاه شد. این آزمایشگاه موضوع یکی از بزرگترین بمب گذاری‌های IRA در سال ۱۹۹۲ بود، زمانی که یک بمب ۱۷۰۰ کیلوگرم در پارکینگ آزمایشگاه منفجر شد و تمامی ساختمان را تخریب کرده و باعث آسیب گسترده تا شعاع ۱ کیلومتر شد.
بمب نیابتی نیز توسط برخی وفاداران سلطنت ایرلند شمالی مورد استفاده قرار گرفته‌است. در ۱۱ سپتامبر ۱۹۷۴، مردان مسلح مخوف در واحد ارتش بریتانیا یک ماشین را در ایرلند شمالی ربودند، یک بمب ساعتی را در داخل آن گذاشته و راننده را مجبور به راندن آن به روستای بلک لیون در جمهوری ایرلند کردند. آن‌ها ادعا می‌کردند که از نیروی داوطلب اولستر هستند و راننده را تهدید کردند که اگر ازاین عمل سرباز بزند خانواده اش را مورد حمله قرار می‌دهند. این روستا تخلیه شد و ارتش ایرلند یک انفجار کنترل شده روی ماشین را انجام داد. آن‌ها تخمین زده‌بودند که این بمب بیشتر بخش روستا را نابود خواهد کرد.